# 1580

## Esdeveniments
Països Catalans
Resta del món
- Publicació dels Essais de Montaigne, el naixement de l'assaig com a tal.
- Espanya s'annexiona Portugal.

## Naixements
Països Catalans
Resta del món
- 14 de setembre: Madrid, Regne de Castella: Francisco de Quevedo, poeta i prosista del barroc espanyol.
- 13 de juny: Leiden, Països Baixos: Willebrord Snel van Royen, astrònom i matemàtic neerlandès.

## Necrològiques
Països Catalans
Resta del món

- 10 de juny: Lisboa (Portugal): Luís de Camões, poeta portuguès (n. 1524).[1]